# Jack Oosterlaak
Jack Oosterlaak (Justus Kinloch Ayres Oosterlaak;) (* 15. Januar 1896 in Wellington; † 5. Juni 1968 in Pretoria) war ein südafrikanischer Sprinter.
Bei den Olympischen Spielen 1920 in Antwerpen gewann er mit der südafrikanischen Mannschaft Silber in der 4-mal-400-Meter-Staffel. Über 200 m wurde er Sechster, über 100 m erreichte er das Halbfinale, und in der 4-mal-100-Meter-Staffel schied er mit dem südafrikanischen Team im Vorlauf aus.

## Persönliche Bestzeiten
- 100 m: 11,0 s, 15. August 1920, Antwerpen
- 200 m: 21,7 s, 25. Februar 1922, Wellington
- 400 m: 48,9 s, 21. September 1921, Johannesburg